# The Rapture (Siouxsie and the Banshees)
| Recensione | Giudizio |
| ---------- | -------- |
| AllMusic   | [ 2 ]    |
| Select     | [ 3 ]    |
| Vox        | 7/10     |

The Rapture è l'undicesimo e ultimo album in studio del gruppo musicale inglese Siouxsie and the Banshees, pubblicato nel 1995 dalla Polydor Records.

## Il disco
Per questo album i Banshees ottengono di essere affiancati nel lavoro di produzione a uno dei loro modelli ed idoli, John Cale, ex dei Velvet Underground (con il quale, in seguito, Siouxsie si esibirà anche dal vivo). L'intento principale è allontanarsi dal risultato raggiunto da Stephen Hague per Superstition, di cui il gruppo non è soddisfatto. L'unico momento degno di nota è la lunga suite che dà il titolo all'album, riconoscibile per la complessità e la ricchezza della sua orchestrazione.
Le canzoni con arrangiamenti di violoncello, tra cui la title track, Fall from Grace e Not Forgotten, sono stati prodotti dalla band in proprio nel 1993. John Cale in seguito ha prodotto le restanti canzoni a metà del 1994.
Dopo aver composto le canzoni a casa di Siouxsie e Budgie nei pressi di Tolosa, in Francia, tra marzo e aprile 1993, la band è andata a Léon vicino a Biarritz. Hanno prodotto la prima parte dell'album allo Studio de Manoir a maggio. All'inizio del 1994, hanno registrato le ultime canzoni a Londra, questa volta con il produttore John Cale, che in precedenza aveva prodotto album che la band amava come Horses di Patti Smith e il primo album dei Modern Lovers. Cale ha anche mixato una traccia, Fall from Grace, dalla sessione di registrazione precedente.
L'album raggiunse 33º posto delle classifiche del Regno Unito e il 127º posto nella classifica Billboard 200 negli Stati Uniti; i singoli estratti furono O Baby (pubblicato il 28 dicembre 1994, raggiunse il 34º posto delle classifiche) e Stargazer (pubblicato nel febbraio 1995, il 64º posto).

## Tracce
Testi di Siouxsie Sioux, musiche di Siouxsie and the Banshees, tranne ove indicato.
Edizione originale
1. O Baby – 3:20
2. Tearing Apart – 3:21
3. Stargazer – 3:14
4. Fall from Grace – 3:43 (testo: Severin)
5. Not Forgotten – 4:44
6. Sick Child – 4:50 (testo: Budgie)
7. The Lonely One – 3:29
8. Falling Down – 2:53
9. Forever – 4:05
10. The Rapture – 11:32
11. The Double Life – 4:11 (testo: Severin)
12. Love Out Me – 4:44

Tracce bonus nell'edizione 2014
1. O Baby (Manhattan Mix) – 3:27
2. FGM (Unreleased Demo) – 3:05 (musica: Sioux, Klein)
3. New Skin (Unreleased 'Showgirls' Version) – 8:07 (musica: Sioux)

## Curiosità
- L'album è stato ripubblicato nel 2014 in versione remasterizzata con tre tracce bonus che includono l'inedita FGM e New Skin, parte della colonna sonora del film Showgirls di Paul Verhoeven del 1995.

## Formazione

### Siouxsie and the Banshees
- Siouxsie Sioux – voce
- Jon Klein – chitarra
- Steven Severin – basso
- Martin McCarrick – violoncello, tastiere, fisarmonica
- Budgie – batteria, percussioni

### Altri musicisti
- Renaud Pion - legni in Forever e The Lonely One

### Produzione
- John Cale – produzione
- Charlie Gray – ingegneria del suono
- Martin Brass – ingegneria del suono
- Karim Benezour - assistente ingegneria
- Charlie Smith - assistente ingegneria
- John Smith - assistente ingegneria

## Classifiche
| Classifica (1995) | Posizione massima |
| ----------------- | ----------------- |
| Stati Uniti       | 127               |
| Regno Unito       | 33                |